# Бурнонит
Бурнони́т (англ. Bournonite), также бертонит или аксотомический сурьмяный блеск (устар.) — минерал подкласса сульфосолей (сложных сульфидов), химическая формула CuPbSbS3. Содержание: РЬ — 42,5%, Cu — 13%, Sb — 24,7%, S — 19,8%; часты примеси железа (до 5 %), серебра (до 3 %), Zn, Mn, Ni, Bi, As. Хрупок. Твёрдость по минералогической шкале 2,5—3; плотность составляет 5,7—5,9 г/см³.

## Название
Назван по имени французского минералога Жака Луи Бурнона.
Раньше бурнонит был более всего известен под своим вторым названием бертонит (англ. berthonite). Кроме того, встречались также следующие региональные и исторические синонимы, перенесённые в русскую литературу преимущественно из немецкой минералогии: вольхит (нем. wölchit), дистомовый блеск (нем. dystomglanz), дюрфельдтит (нем. dürfeldtite), свинцовая блёклая руда (нем. bleifahlerz), сурьмяно-медный блеск (нем. antimonkupferglanz), сурьмяно-свинцовая руда (нем. spiessglanzbleierz), сурьмяно-свинцово-медная обманка (нем. antimonbleikupferblende), сурьмяно-свинцовый блеск (нем. antimonbleiglanz), а также английские энделлионит (англ. endellionite) и колёсная руда (нем. wheel ore).

## Свойства
Кристаллизуется в ромбической сингонии. Кристаллы имеют псевдотетрагональный или толстотаблитчатый облик, иногда встречается в виде столбчатых, вытянутых по одному направлению кристаллов. Часто наблюдаются двойники по плоскости призмы, нередко повторные. Как правило образует серые зернистые агрегаты и отдельные бесформенные зёрна. Цвет стально-серый, приближающийся иногда к свинцово-серому или железно-чёрному. Блеск сильный металлический. С азотной кислотой даёт синий раствор, причём осаждается сера и окись сурьмы. Перед паяльной трубкой выделяет пары сурьмы и сплавляется в чёрный шарик, затем даёт свинцовый налёт, а после испарения свинца — с содой сплавляется в медный королёк.

## Генезис и месторождения

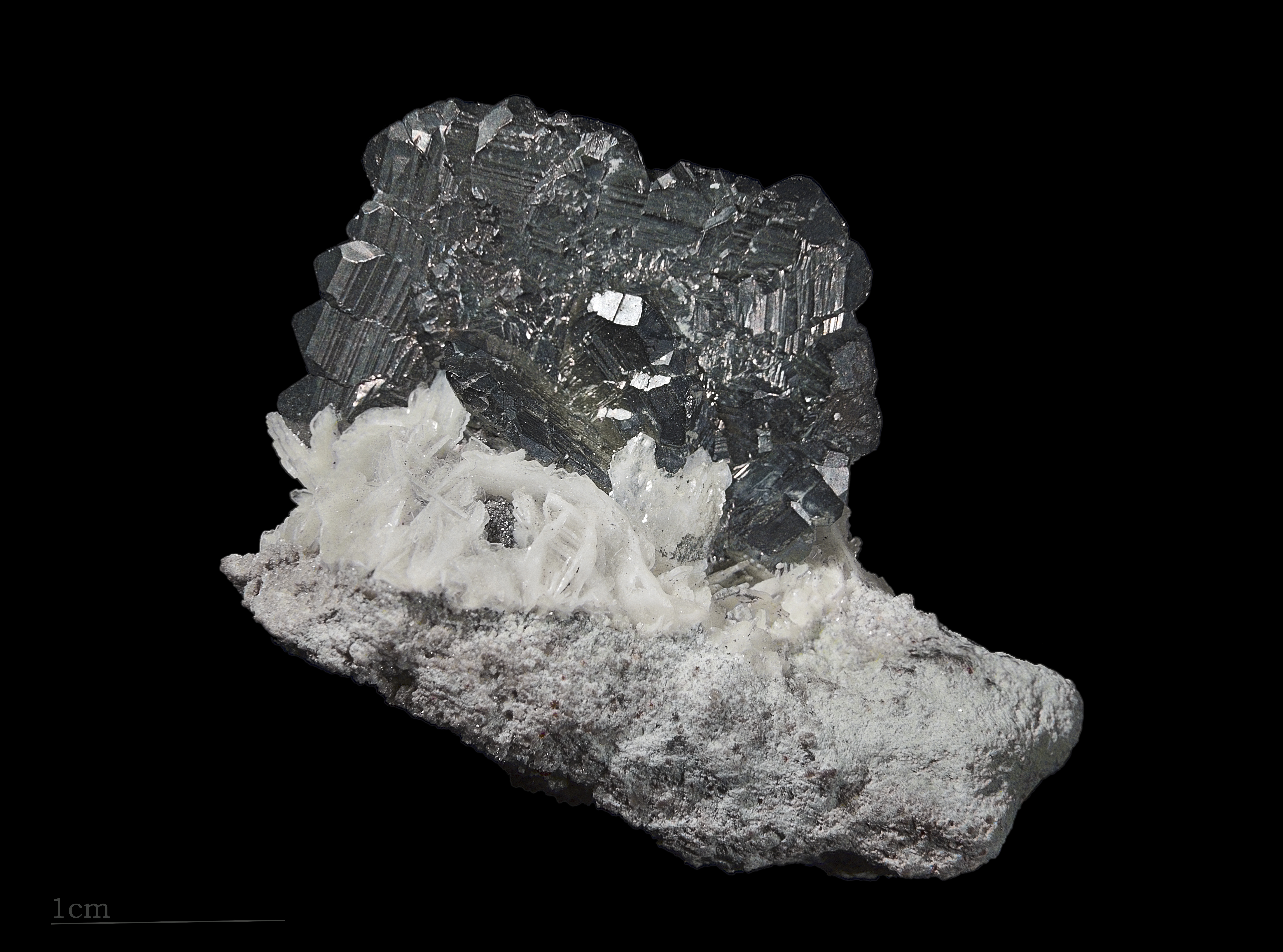
Бурнонит (Франция)

Встречается в полиметаллических месторождениях. Может играть роль второстепенного компонента в рудах свинца и меди, добывается попутно вместе с основными рудными минералами. Бурнонит нигде не встречается большими массами, а находится в жилах вместе с галенитом, блеклыми рудами,  халькопиритом, пиритом, сфалеритом, джемсонитом и буланжеритом.
Месторождения — в странах Средней Азии, в Забайкалье, в Австралии, странах Южной Америки (Чили, Перу, Боливия), в Чехии, Германии.